# Hélène Adeline Guerber
Hélène Adeline Guerber, née le 9 mars 1859 à Mount Clemens (Michigan) et morte le 26 mai 1929 à Upper Montclair (New Jersey), est une enseignante d'histoire et autrice étatsunienne d'expression anglaise et française. Elle écrit sur les mythes et légendes, le folklore, le théâtre, la poésie épisode, les opéras et l'histoire.

## Biographie

### Famille
Hélène Adeline Guerber naît le 9 mars 1859 à Mount Clemens. Sa mère est Emma Guerber, une immigrée suisse née en 1830 et son père Arnold S. Guerber, un italien d'origine suisse né en 1830 travaillant dans le commerce agricole puis comme agent immobilier. Au recensement de 1900, la famille a 5 enfants : Frederick (1854), Louis (1857), Paul (1861) et Adele (1866) nés à New-York.
H. A. Guerber vit célibataire et réside chez sa famille. Au décès de ses parents autour de 1913-1914, elle déménage à Montclair avec sa benjamine et sa nièce Louise.

### Carrière littéraire

#### Etudes et enseignements
H. A. Guerber étudie les lettres classiques à Paris, parlant français et allemand. Elle voyage beaucoup en Europe.
Elle enseigne l'histoire au collège et écrit 8 livres éducatifs publiés à American Book Company intitulés Guerber's Historical Readers destinés à des élèves de 12 à 14 ans.

#### Autrice
Au cours de sa vie, H. A. Guerber publie une douzaine d'ouvrages traitant de mythes et légendes pour un public adulte. The Myths of Greece et Rome sont publiés dans 104 éditions différentes entre 1893 et 2017 en anglais et en français et sont dispersés dans 1 194 bibliothèques à travers le monde d'après WordCat.
Ses livres sur le théâtre, l'opéra populaire et ses grands poèmes épiques sont moins connus.
Elle décède le 26 mai 1929 à Montclair.

## Œuvres
- Les mythes de la Grèce et de Rome (Londres, George G Harrap et Co, 1908)
- Les mythes des Normands, 2013
- Légendes du Rhin (A.S. Barnes and Co., New York, 1895; nouvelle édition 1905)
- Impératrices de France (New York, Dodd, Mead and Co., 1901)
- Légendes de la Vierge et du Christ (New York, Dodd, Mead and Co., 1896)
- Histoires de l'Opéra de Wagner (New York, Dodd, Mead and Co., 1895)
- Monsieur Ruk et Erzôhlungen (Boston, D.C. Heath and Co. 1900)
- Le Livre de l'Épic (Philadelphie, J. B. Lippincott Co., 1913)
- L'histoire du peuple élu
- L'histoire des Grecs
- L'histoire des Romains (New York, American Book Company, 1896)
- Légendes du Moyen-Âge (Londres, George G Harrap et Co, 1909)
- L'histoire de la Renaissance et de la Réforme
- L'histoire des treize colonies
- L'histoire de la Grande République

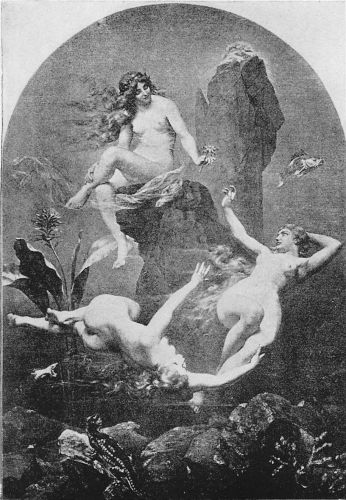
Les trois Filles du Rhin jouant autour de l’or dans Stories of the Wagner Opera,(1905)
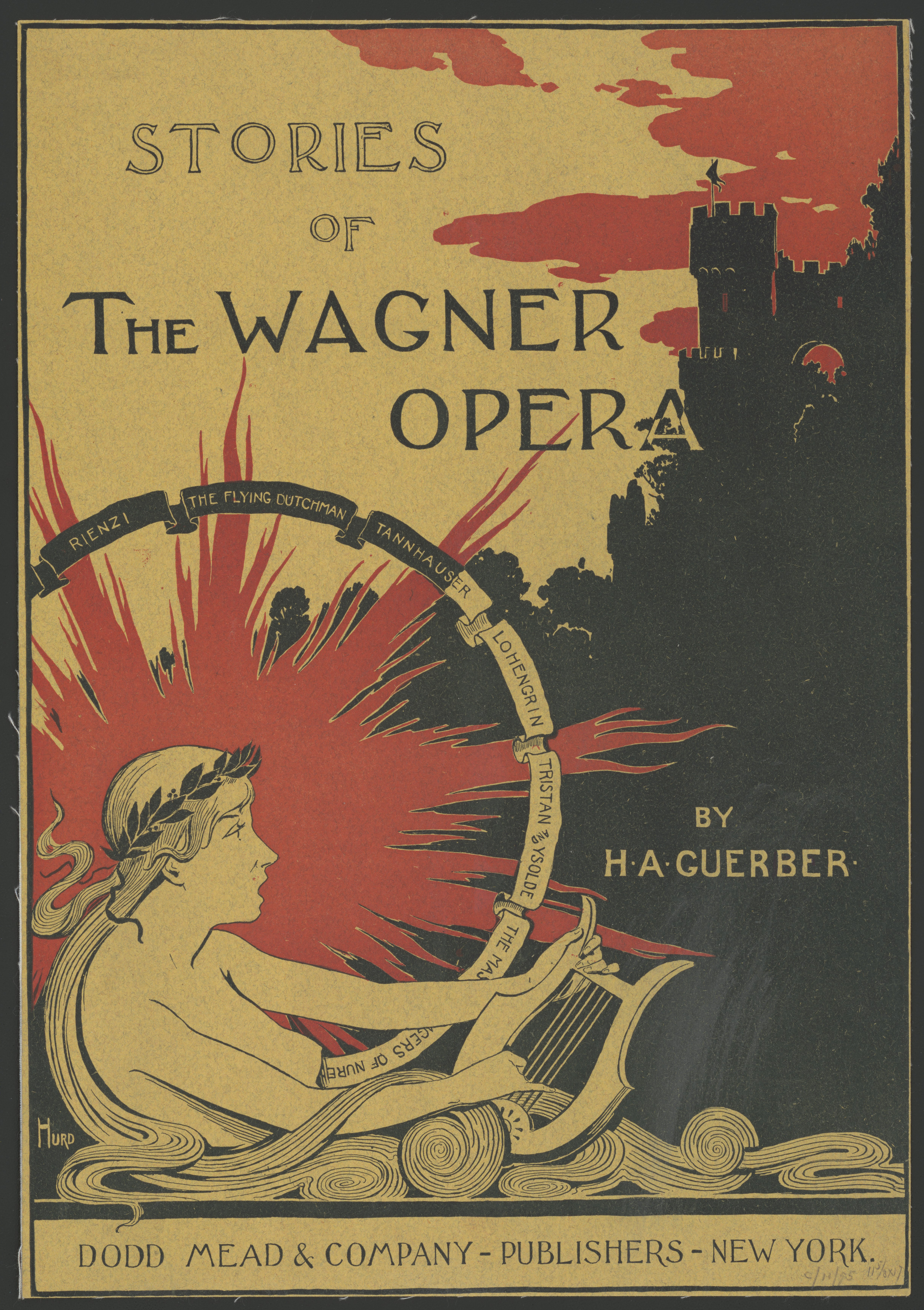
Stories of the Wagner opera
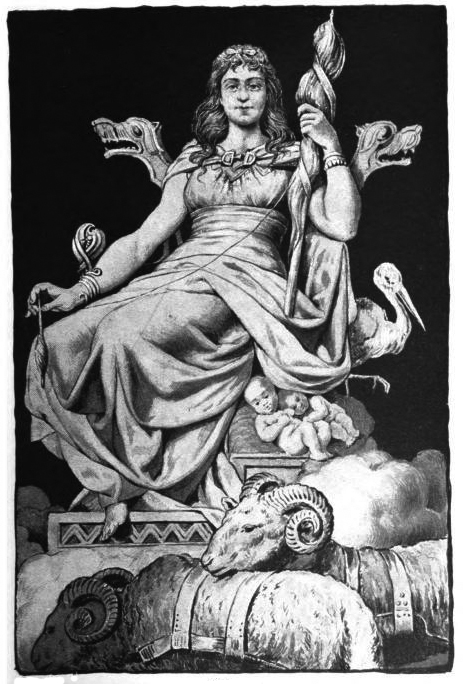
Frigga dans les mythes des pays du nord
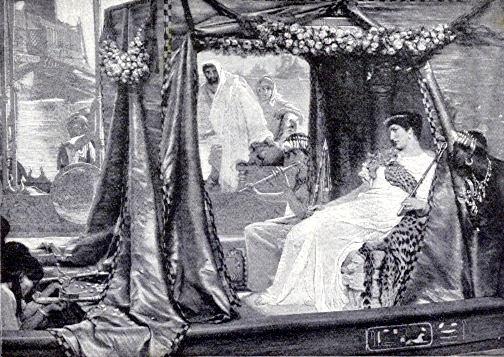
Antoine et Cléopâtre
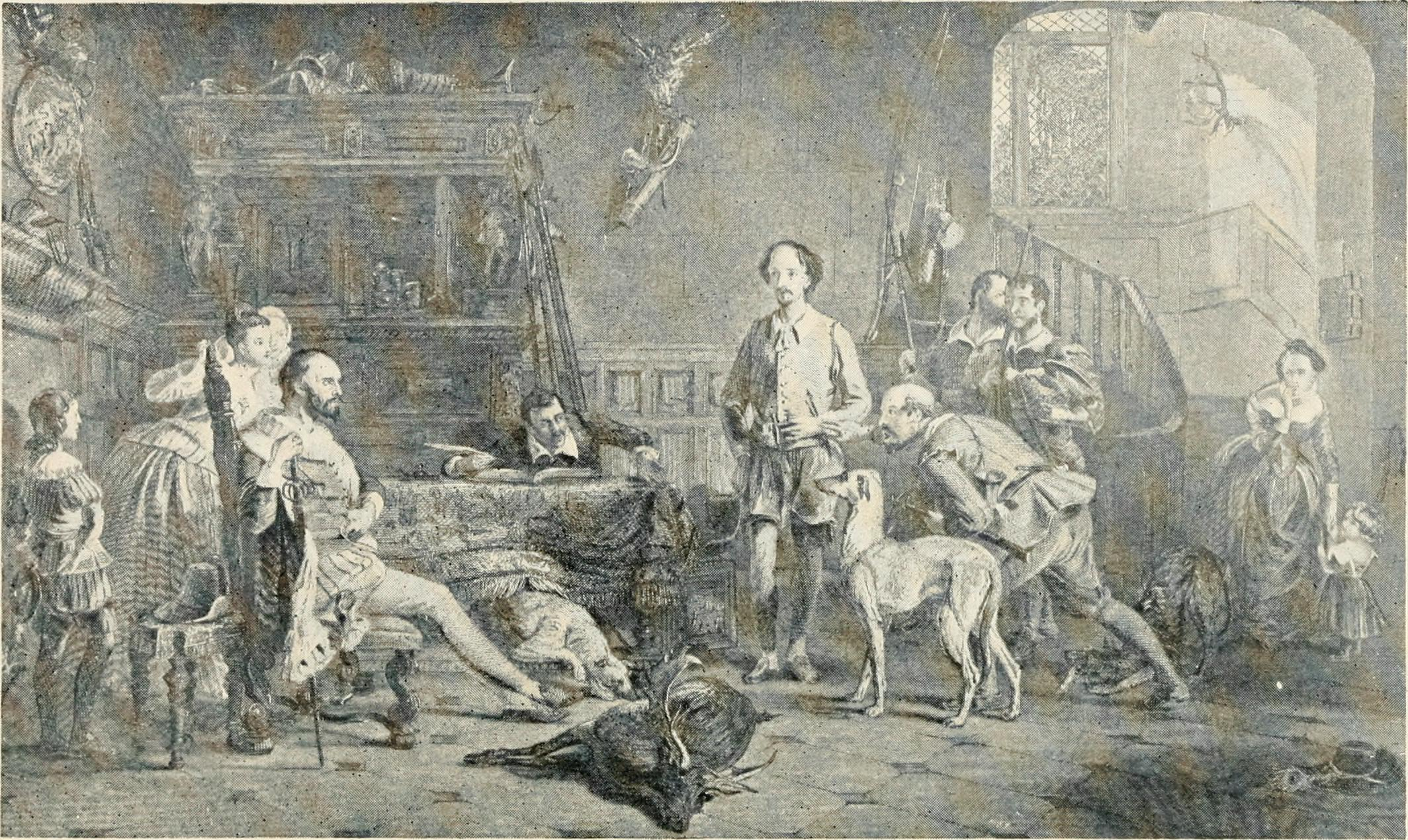
Histoires des Pièces de théâtre de Shakespeare